# Lijst van voetbalinterlands Argentinië - Peru (vrouwen)
Deze lijst van voetbalinterlands is een overzicht van alle officiële voetbalinterlands tussen de nationale vrouwenteams van Argentinië en Peru. De landen hebben tot nu toe elf keer tegen elkaar gespeeld. 

## Wedstrijden
| №  | Plaats                     | Datum           | Competitie                  | Wedstrijd         | Uitslag            |
| -- | -------------------------- | --------------- | --------------------------- | ----------------- | ------------------ |
| 1  | Mar del Plata              | 5 februari 1998 | Vriendschappelijk           | Argentinië − Peru | 4 − 1              |
| 2  | Mar del Plata              | 13 maart 1998   | Sudamericano Femenino 1998  | Argentinië − Peru | 1 − 1 (n.p. 4 - 3) |
| 3  | Vicente López              | 31 oktober 1998 | Vriendschappelijk           | Argentinië − Peru | 4 − 1              |
| 4  | Buenos Aires               | 9 december 2000 | Vriendschappelijk           | Argentinië − Peru | 1 − 0              |
| 5  | Lima                       | 9 december 2001 | Vriendschappelijk           | Peru − Argentinië | 3 − 0              |
| 6  | Lima                       | 27 april 2003   | Sudamericano Femenino 2003  | Peru − Argentinië | 1 − 1              |
| 7  | Riobamba                   | 8 november 2010 | Sudamericano Femenino 2010  | Argentinië − Peru | 2 − 0              |
| 8  | Lima                       | 28 juli 2019    | Pan-Amerikaanse Spelen 2019 | Argentinië − Peru | 3 − 0              |
| 9  | Armenia                    | 12 juli 2022    | Copa América 2022           | Argentinië − Peru | 4 − 0              |
| 10 | San Nicolás de los Arroyos | 14 juli 2023    | Vriendschappelijk           | Argentinië − Peru | 4 − 0              |
| 11 | Quito                      | 21 juli 2025    | Copa América 2025           | Argentinië − Peru | 1 − 0              |

## Samenvatting
| Competitie                           | Totaal gespeeld | Winst Argentinië | Gelijk | Winst Peru | Doelsaldo Argentinië – Peru |
| ------------------------------------ | --------------- | ---------------- | ------ | ---------- | --------------------------- |
| Sudamericano Femenino / Copa América | 5               | 3                | 2      | 0          | 9 − 2                       |
| Pan-Amerikaanse Spelen               | 1               | 1                | 0      | 0          | 3 − 0                       |
| Vriendschappelijk                    | 5               | 4                | 0      | 1          | 13 − 5                      |
| Totaal                               | 11              | 8                | 2      | 1          | 25 − 7                      |